# This Is the Police
This Is the Police는 어드벤처 전략 인디 게임으로, 벨라루스의 인디 게임 개발사인 Weappy Studio가 개발하고, Nordic Games와 EuroVideo Meiden에서 배급하는 인디 게임이다. This is the Police는 은퇴가 180일 남은 잭 보이드가 Freeburg의 경찰서장이 되어 도시를 범죄에서 청소하고, 50만 달러를 모으는 것을 목표로 진행된다.

## 개발과 발매

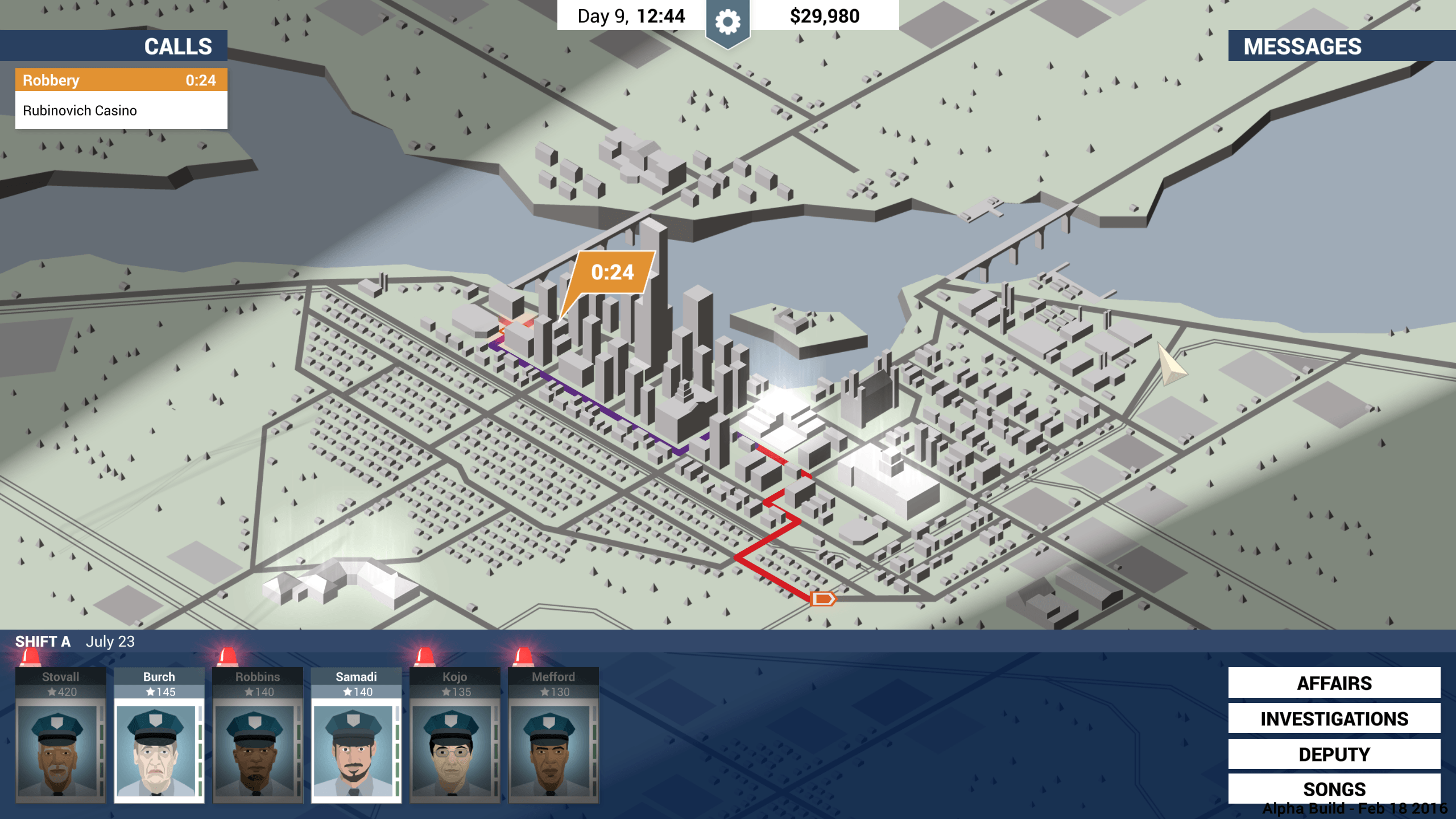
게임내 지도

This is the Police는 2015년 1월의 킥스타터 프로젝트로 시작했으며, 목표금액은 2만 5천 달러였으며 총 35,508 달러로 킥스타터를 마치게 된다.
This Is the Police는 원래 2016년 7월 28일날 발매하려고 했으나, EuroVideo Medien이 스팀 스토어에 올릴때 무조건 클릭해야 하는 "스팀의 최종 심의를 위한 준비" 버튼을 누르지 않아서 연기되었다. 심의를 받는 기한으로 인해서 This is the Police는 2016년 8월 2일에 발매되게 되었다.